# Rapido (entreprise)
Pour les articles homonymes, voir Rapido.
Rapido est un fabricant français de camping-cars et de mobile-homes basé en Mayenne.
Fondé en 1961, Rapido fabrique d'abord des caravanes. L'entreprise se diversifie et produit des camping-cars à partir de 1983, ainsi que des mobile-homes sous la marque Rapidhome depuis 1998. Dans les années 2000, Rapido effectue plusieurs acquisitions et commercialise des camping-cars sous les marques Itinéo, Esterel, Fleurette et Campérêve. Rapido reprend la marque allemande Westfalia en 2011. Le groupe fait partie des trois principaux fabricants français de camping-cars avec Pilote et Trigano.
Le groupe compte aujourd’hui 1 500 salariés, dont 500 à l’étranger, avec des usines en France, en Allemagne, en Italie et en Grande-Bretagne. Le tout avec un portefeuille de douze marques, pour un chiffre d’affaires annuel d’environ 480 millions d’euros, dont un peu plus de la moitié réalisée à l’export.

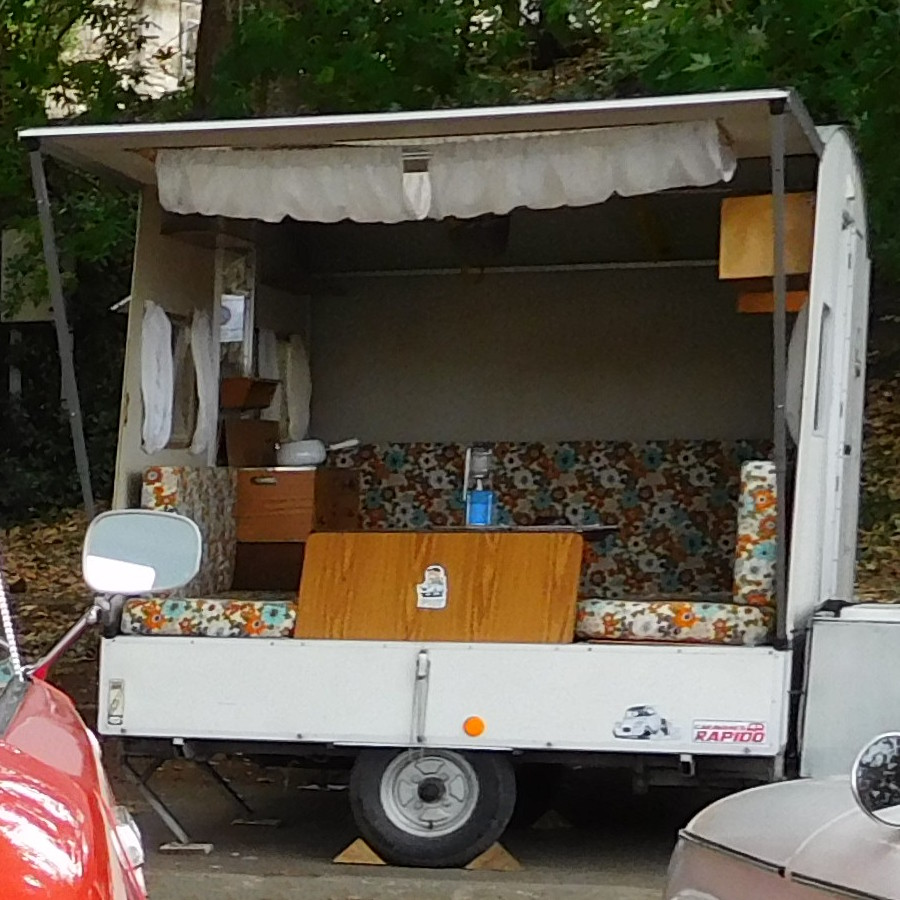
Petite caravane Rapido.

## Histoire

### Création et direction
L'entreprise familiale est fondée en 1961 par Constant Rousseau. Ébéniste, il invente une caravane pliante récompensée au concours Lépine. Le site de production est d'abord situé à Châtillon-sur-Colmont, l'entreprise s'implante à Mayenne en 1975. Elle est présidée depuis 1985 par Pierre Rousseau, le fils du fondateur,.

### Années 1980 et 1990
Rapido commercialise son premier camping-car en 1983. Dans les années 1990, la société devient l'un des principaux fabricants français. En 1996, elle enregistre un chiffre d'affaires de 113 millions de francs et compte 160 salariés. Durant les années 2000, elle connaît une croissance d'environ 10 % par an. En 2004, son chiffre d'affaires progresse de 12 % et s'élève à 140 millions d'euros. Rapido commercialise également des mobile-homes, mais la vente de camping-cars représente alors plus de 80 % du CA.

### Années 2000
L'activité caravane est arrêtée en 2001, après 40 ans de production et 55 000 exemplaires vendus. En 2006, le chiffre d'affaires atteint 190 millions d'euros. L'année suivante, la production annuelle est de 3 500 véhicules. Rapido investit douze millions d'euros dans la construction d'une usine de 22 000 m2 afin d'augmenter ses capacités de production. En 2011, le site produit dix-sept véhicules par jour.
Le CA atteint un record en 2008 avec 250 millions d'euros, mais, l'année suivante, les résultats du groupe sont affectés par la brutale baisse des ventes enregistrée sur le marché français du camping-car après une décennie de croissance. Son chiffre d'affaires pour l'année 2009 s'établit à 180 millions d'euros. Rapido, qui en 2011 fait partie des trois principaux fabricants français de camping-cars avec Pilote et Trigano, exporte 35 % de sa production. Son réseau de distribution comprend 55 points de vente en France, et 80 à l'étranger.
En 2005, le groupe emploie 460 personnes. Le nombre de salariés progresse durant la décennie. Il s'élève à 600 en 2007,, puis atteint 700 personnes en 2011, dont la moitié est basée en Mayenne.

## Marques du groupe

### Rapidhome
Rapido produit des mobile-homes, commercialisés sous la marque Rapidhome depuis 1998. 

### Itinéo et Esterel
En plus de sa propre marque, le groupe commercialise des camping-cars sous la marque Itinéo, lancée en 2006 et visant le segment d'entrée de gamme, et des modèles haut de gamme sous la marque Esterel. Ces derniers sont produits à Beaucouzé, près d'Angers, dans une usine de 5 000 m2 construite en 2004,. Rapido a fait l'acquisition de la société angevine en 1993.

### Fleurette
En 2005, Rapido acquiert Fleurette, PME fondée en 1967 par Jean Lucas. Après avoir produit une caravane pliante, l'entreprise familiale se lance dans la fabrication de camping-cars durant les années 1990. En 2004, Fleurette compte 70 salariés et produit cinq cents véhicules par an sur son site de Benet en Vendée. Elle réalise un chiffre d'affaires de vingt millions d'euros. Au terme de l'acquisition par Rapido, Fleurette conserve son autonomie, notamment son réseau commercial,. En 2007, la surface du site de production est portée à 9 000 m2. L'année suivante, l'entreprise compte 35 points de vente en France, ses 120 salariés produisent sept cents véhicules et la société réalise un chiffre d'affaires de trente millions d'euros, dont 10 % à l'exportation. Ces résultats lui permettent de faire partie des dix premiers fabricants français de camping-cars.

### Campérêve
En 2008, Rapido acquiert l'entreprise Campérêve. Fondée en 1978 et basée en Seine-et-Marne, elle produit une centaine de camping-cars par an.

### Westfalia

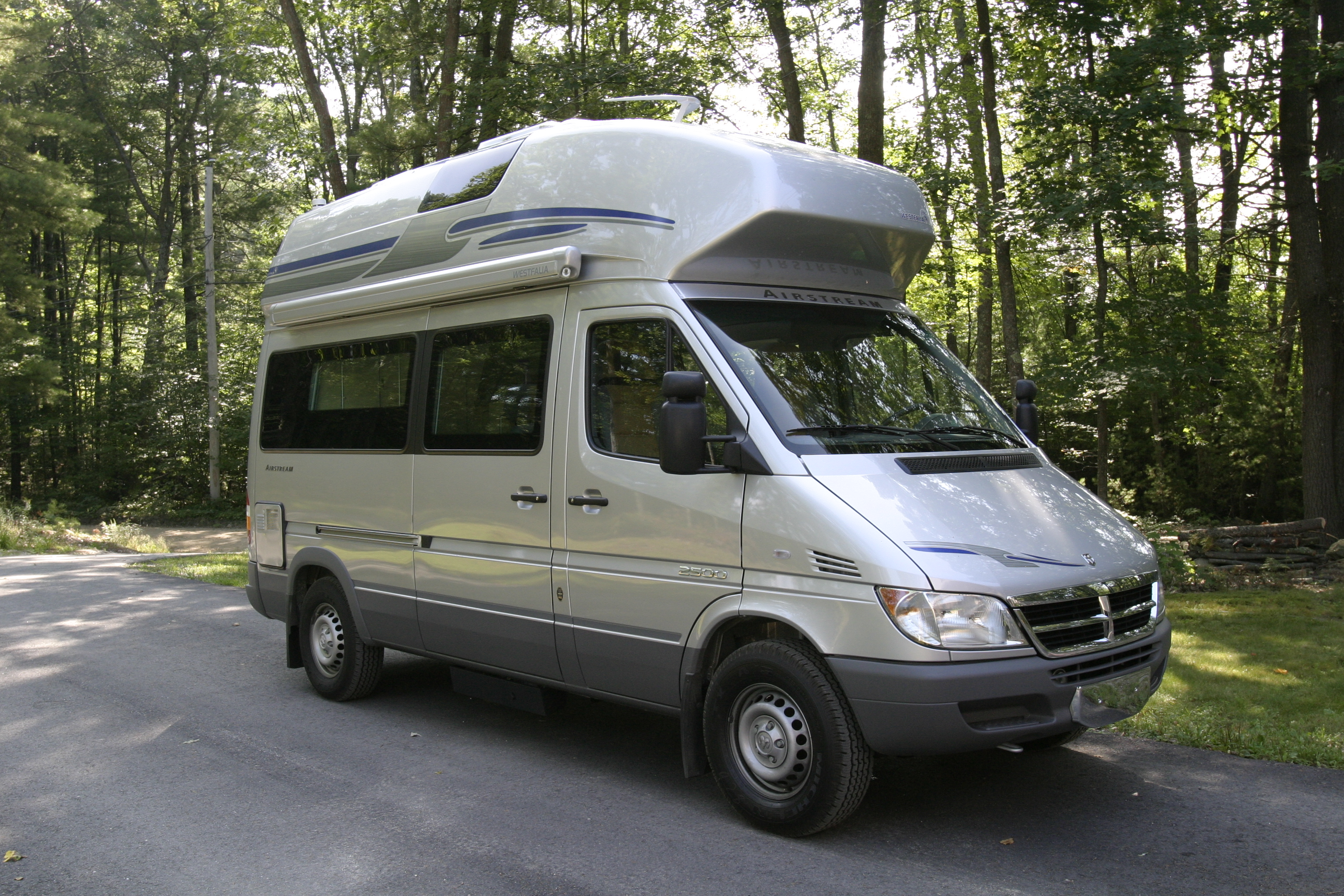
Fourgon aménagé Westfalia des années 2000.

En 2011, Rapido reprend la société allemande Westfalia, spécialiste de l'aménagement des véhicules de loisirs. Fondée en 1844, la firme commercialise sa première caravane en 1935. Elle est connue pour avoir collaboré dans les années 1950 avec Volkswagen lors de l'élaboration du Volkswagen Combi. Westfalia a également travaillé pour d'autres marques, comme Fiat, Opel ou encore Mercedes-Benz. L'entreprise est rachetée par Daimler-Chrysler en 2001, puis revendue à la holding bavaroise Aurelius en 2008. Le chiffre d'affaires de Westfalia atteint alors les quarante millions d'euros. En difficulté à la fin des années 2000, l'entreprise dépose son bilan en 2010 alors que sa production annuelle se monte à deux mille véhicules,. Rapido reprend la moitié des deux cents salariés de Wesfalia, qui conserve également son site de production de Rheda-Wiedenbrück, en Rhénanie-du-Nord-Westphalie.